# Arcadie Sud Ouest
Arcadie Sud Ouest est une entreprise coopérative française de transformation et conservation de la viande de boucherie créée en 1989 à Rodez.
C'est la plus importante entreprise du département de l'Aveyron et le premier employeur du secteur privé.

## Activité
Après avoir connu diverses évolutions depuis sa création, le groupe est spécialisé en 2020 dans l'abattage, la découpe et la transformation de viande bovine, ovine et porcine.[réf. nécessaire]

## Histoire
L'entreprise a été créée fin 1989 et son capital est détenu par des coopératives agricoles.
En juillet 2020, confronté à la baisse générale de la consommation de viande et touché par la crise du Covid-19, le groupe Arcadie Sud-Ouest, est placé en redressement judiciaire et cherche un repreneur pour ses 14 sites en Nouvelle-Aquitaine et en Occitanie,.
Le groupe est partagé deux mois plus tard au tribunal de Montpellier par 4 repreneurs parmi lesquels le groupe Bigard.

## Activité, résultat et effectif
|                                  | 2014 | 2015 | 2016 | 2017 | 2018 |
| -------------------------------- | ---- | ---- | ---- | ---- | ---- |
| Chiffre d'affaires en millions € | 234  | 228  | 234  | 241  | 238  |
| Résultat net en millions €       | -0,3 | +1,9 | +1;9 | +1,5 | -1,9 |
| Effectif moyen annuel            | 480  | 473  | 492  | 611  | 594  |